# Bóng chày tại Thế vận hội Mùa hè 2008
Giải bóng chày tại Thế vận hội Mùa hè 2008 diễn ra từ ngày 13 đến ngày 23 tháng 8 năm 2008 tại Sân vận động bóng chày Ngũ Khỏa Tùng.

## Kết quả
| Vàng | Bạc | Đồng |
| Hàn Quốc (KOR) · Hyun-Jin Ryu · Ki-Joo Han · Jin-Man Park · Hyuk Kwon · Taek-Keun Lee · Dae-Ho Lee · Seung-Hwan Oh · Jung-Keun Bong · Young-Min Ko · Jong-Wook Lee · Keun-Woo Jeong · Min-Jae Kim · Kab-Yong Jin · Jin-Young Lee · Won-Sam Jang · Seung-Jun Song · Kwang-Hyun Kim · Yong-Kyu Lee · Dong-Joo Kim · Min-Ho Kang · Hyung-Soo Kim · Seung-Yeop Lee · Tae-Hyon Chong · Suk-Min YoonTrưởng đoàn: Kyung-Moon Kim · Huấn luyện viên: Kye-Hyun Cho · Gwang-Soo Kim · Ki-Tae Kim | Cuba (CUB) · Ariel Pestano · Yoandry Urgellés · Alfredo Despaigne · Luis Rodríguez · Alexei Bell · Yadier Pedroso · Jonder Martínez · Adiel Palma · Luis Navas · Giorvis Duvergel · Alexander Mayeta · Eriel Sánchez · Rolando Meriño · Héctor Olivera · Michel Enríquez · Yuliesky Gourriel · Vicyohandry Odelín · Pedro Luis Lazo · Eduardo Paret · Norberto González · Norge Luis Vera · Frederich Cepeda · Elier Sánchez · Miguel La HeraTrưởng đoàn: Antonio Pacheco | Hoa Kỳ (USA) · Brett Anderson · Blaine Neal · Matt Brown · Nate Schierholtz · Jeremy Cummings · Michael Koplove · Terry Tiffee · Kevin Jepsen · Brian Duensing · Dexter Fowler · Brandon Knight · Mike Hessman · Casey Weathers · Jason Donald · Jayson Nix · Taylor Teagarden · Stephen Strasburg · Jake Arrieta · Lou Marson · Matt LaPorta · Trevor Cahill · Brian Barden · John Gall · Jeff StevensTrưởng đoàn: Davey Johnson · Huấn luyện viên: Marcel Lachemann · Reggie Smith · Rick Eckstein · Dick Cooke · Rolando de Armas |

## Bán kết và Chung kết
|  | Bán kết                        | Bán kết |                                |   | Tranh huy chương vàng | Tranh huy chương vàng |
|  |                                |         |                                |   |                       |                       |
|  | 22 tháng 8 năm 2008 - Bắc Kinh |         |                                |   |                       |                       |
|  |                                |         |                                |   |                       |                       |
|  | Nhật Bản                       | 2       |                                |   |                       |                       |
|  | Nhật Bản                       | 2       | 23 tháng 8 năm 2008 - Bắc Kinh |   |                       |                       |
|  | Hàn Quốc                       | 6       |                                |   |                       |                       |
|  | Hàn Quốc                       | 6       | Hàn Quốc                       | 3 |                       |                       |
|  | 22 tháng 8 năm 2008 - Bắc Kinh |         | Hàn Quốc                       | 3 |                       |                       |
|  |                                | Cuba    | 2                              |   |                       |                       |
|  | Hoa Kỳ                         | Cuba    | 2                              | 2 |                       |                       |
|  | Hoa Kỳ                         |         |                                | 2 |                       |                       |
|  | Cuba                           | 10      |                                |   |                       |                       |
|  | Cuba                           | 10      | Tranh huy chương đồng          |   |                       |                       |
|  |                                |         |                                |   |                       |                       |
|  | 23 tháng 8 năm 2008 - Bắc Kinh |         |                                |   |                       |                       |
|  |                                |         |                                |   |                       |                       |
|  | Nhật Bản                       | 4       |                                |   |                       |                       |
|  | Nhật Bản                       | 4       |                                |   |                       |                       |
|  | Hoa Kỳ                         | 8       |                                |   |                       |                       |